# Magalie Pottier
Magalie Pottier (ur. 16 marca 1989 w Nantes) – francuska kolarka BMX, trzykrotna medalistka mistrzostw świata.

## Kariera
Pierwszy sukces w karierze Magalie Pottier osiągnęła w 2008 roku, kiedy zdobyła złoty medal w konkurencji crusier podczas mistrzostw świata w Taiyuan. W zawodach tych bezpośrednio wyprzedziła swą rodaczkę Amélie Despeaux oraz Sarę Walker z Nowej Zelandii. Na rozgrywanych trzy lata później mistrzostwach w Kopenhadze zajęła trzecie miejsce w wyścigu elite, ulegając tylko Kolumbijce Marianie Pajón i Sarze Walker. W 2012 roku zdobyła swój drugi tytuł mistrzowski, wygrywając wyścig elite na mistrzostwach w Birmingham. W tym samym roku wystartowała na igrzyskach olimpijskich w Londynie, plasując się na siódmej pozycji.